# Elena Kagan
Elena Kagan (New York, 1960. április 28. –) amerikai jogász, az az Amerikai Egyesült Államok Legfelsőbb Bíróságának bírája.

## Pályafutása
Elena Kagant Barack Obama elnök nevezte ki a Legfelsőbb Bíróság bírájának, és a szenátusi jóváhagyás után 2010. augusztus 7-én foglalta el posztját.